# Sicyases
Sicyases – rodzaj ryb z rodziny grotnikowatych (Gobiesocidae).

## Klasyfikacja
Gatunki zaliczane do tego rodzaju:
- Sicyases brevirostris
- Sicyases hildebrandi
- Sicyases sanguineus